# ケプラ
ケプラ（英語: KEPURA）は、日本の4人組バンド。2020年結成。

## メンバー

### 現メンバー
- 柳澤律希(やなぎさわ　りつき、2004年3月17日(20歳)-)
•Vocal/Guitar　•作詞作曲を担当 •レフティー

- けんた(2003年5月3日(21歳)-)
•Guitar　•左利き
•かずとは小学校からの幼馴染

- ハヤト(2003年11月2日(21歳)-)
•Drums
•CDやグッズデザインなどのアートワークを手掛ける

- かず(2003年8月4日(21歳)-)
•Bass
•けんたとは小学校からの幼馴染

## 略歴
- 2020年
  - 《9月》
    - 活動開始。

  - 《10月》
    - 「デイズ」Eggs配信

  - 《11月》
    - 高校の体育祭
    - 「これからのこと」Eggs配信
    - ライブ活動開始。

- 2021年
  - 《1月》
    - 「おねだり」Eggs配信

  - 《3月》
    - 自主企画【ラララ歌うよ‼︎悲しまないで‼︎】開催。

  - 《4月》 
    - 【春が過ぎたら】MV公開

  - 《6月》 
    - 自主企画【僕らの秘密の場所】開催。

  - 《7月》
    - 1st mini album『デイズ オブ ユース』をリリース。
    - ケプラオフィシャルHP開設！！
    - 【16】MV公開

  - 《8月》
    - 1st single『シャラリ』リリース

  - 《9月》
    - 自主企画【ラストオブユース】開催
    - ケプラ結成1周年ライブ【ラストオブユース-ドキュメンタリー映像】公開
    - 【シャラリラ】MV公開
    - 【これからのこと】Lyric Video公開
    - 高校の体育祭！

  - 《11月》
    - 『Youth』Digital release
    - 【Youth】MV公開

- 2022年
  - 《1月》
    - 『デイズ』Digital release
    - テレビ出演(ZIP)
    - 【デイズ】Lyric Video公開

  - 《2月》
    - テレビ出演(沼にハマってきいてみた)
    - テレビ出演(スッキリ)

  - 《3月》
    - 東京都立鷺宮高等学校卒業
    - ライブ活動再開

  - 《5月》 
    - 自主企画【帰ってきたらフォーピース】開催
    - 『うわごと』Release
    - 【うわごと】MV公開

  - 《7月》
    - 自主企画【コロンブスツアー】開催

  - 《8月》
    - 一年越しの【デイズオブユース】開催
    - 『剣』配信release
    - 【剣】MV公開

  - 《9月》
    - ケプラ2周年ライブ【THE 2周年】開催
    - 自主企画【ナポレオンツアー】開催

  - 《10月》
    - ケプラ初ワンマン！(ナポレオンツアー)

  - 《11月》
    - 初学祭出演(三重大学祭)
    - 自主企画【ポテトティーオータム】開催

- 2023年
  - 《1月》
    - いい曲できた報告

  - 《2月》
    - 『ルーシー』release
    - 【ルーシー】MV公開

  - 《3月》
    - 『何年先も憶えててほしい』release

  - 《4月》
    - ツーマンツアー【チャンプリンツアー】開催

  - 《5月》
    - ワンマンツアー【アインシュタインワンマンツアー】開催

- 2024年
  - 6月23日、【ニュートンワンマンツアー】最終公演にて、ユニバーサルミュージック内のEMI Recordsよりメジャーデビューすることを発表[1]。
- 2025年
  - 6月6日、新たな活動に向けた準備期間として当面の活動を休止することを発表[2]。

## ディスコグラフィ

### シングル
|                           | 発売日                    | タイトル                  | 規格品番                  | 収録曲                    | 備考                           |
| SPACE RECORDINGS レーベル | SPACE RECORDINGS レーベル | SPACE RECORDINGS レーベル | SPACE RECORDINGS レーベル | SPACE RECORDINGS レーベル | SPACE RECORDINGS レーベル      |
| ------------------------- | ------------------------- | ------------------------- | ------------------------- | ------------------------- | ------------------------------ |
| 1st                       | 2021年8月22日             | 『シャラリら』            | KEPU-1002                 | 1. くしゃみ 2. シャラリら | TOWER RECORDS 一部店舗限定販売 |
| 2nd                       | 2023年2月22日             | 『ルーシー』              | KEPU-1007                 | 1. ルーシー               | TOWER RECORDS 一部店舗限定販売 |

### 配信限定シングル
|                           | 発売日                    | タイトル                   | 備考                      |
| SPACE RECORDINGS レーベル | SPACE RECORDINGS レーベル | SPACE RECORDINGS レーベル  | SPACE RECORDINGS レーベル |
| ------------------------- | ------------------------- | -------------------------- | ------------------------- |
| 1st                       | 2021年11月24日            | 『YOUTH』                  |                           |
| 2nd                       | 2022年1月13日             | 『デイズ』                 |                           |
| 3rd                       | 2022年5月25日             | 『うわごと』               |                           |
| 4th                       | 2022年8月31日             | 『剣』                     |                           |
| 5th                       | 2023年3月22日             | 『何年先も憶えててほしい』 |                           |

|             | 発売日       | タイトル    | 備考        |
| EMI Records | EMI Records  | EMI Records | EMI Records |
| ----------- | ------------ | ----------- | ----------- |
| 1st         | 2024年9月4日 | 『キセキ』  |             |

### ミニアルバム
|                           | 発売日                    | タイトル                  | 規格品番                  | 収録曲                                                                     | 備考                           |
| SPACE RECORDINGS レーベル | SPACE RECORDINGS レーベル | SPACE RECORDINGS レーベル | SPACE RECORDINGS レーベル | SPACE RECORDINGS レーベル                                                  | SPACE RECORDINGS レーベル      |
| ------------------------- | ------------------------- | ------------------------- | ------------------------- | -------------------------------------------------------------------------- | ------------------------------ |
| 1st mini                  | 2021年7月21日             | 『デイズ オブ ユース』    | KEPU-1001                 | 1. 春が過ぎたら 2. おねだり 3. 百獣の唄 4. これからのこと 5. 16            | TOWER RECORDS 一部店舗限定販売 |
| 2nd mini                  | 2023年9月1日              | 『This is 未来』          | KEPU-1009                 | 1. OUR-AWA-HOUR!! 2. プランB 3. かさねる 4. 噂のツインズ 5. 未来で逢いたい |                                |

## タイアップ一覧
| 使用年 | 曲名           | タイアップ                                        |
| ------ | -------------- | ------------------------------------------------- |
| 2023年 | 未来で逢いたい | スペースシャワーTV「BOOM BOOM BOOM」9月度CMソング |

## ミュージックビデオ
・春が過ぎたら　2021年4月9日　公開
・16 2021年7月7日　公開
・シャラリら　2021年9月19日　公開
・これからのこと　2021年9月27日　公開
・YOUTH 2021年11月27日　公開
　
・デイズ　2022年1月13日　公開
・うわごと　2022年5月25日　公開
・剣　2022年8月31日　公開
・ルーシー　2023年2月22日 公開
・何年先も憶えててほしい　2023年3月22日　公開
・OUR-AWA-HOUR!!　2023年8月2日　公開
・未来で逢いたい　2023年8月29日　公開
・そばにいてね　2023月12月6日　公開
・記念日　2024年1月31日　公開
・family　2024年3月20日　公開
・ぼくのてんし　2024年4月3日　公開
・キセキ　2024年9月4日　公開
・ずっと前から君に恋してる　2024年12月25日　公開